# Smyha
Smyha (ukrainisch Смига; russisch Смыга Smyga, polnisch Smyha oder Smyga – bis 1928 Kenneberg) ist eine Siedlung städtischen Typs in der westukrainischen Oblast Riwne mit etwa 2600 Einwohnern. Sie liegt in einem Waldstück, etwa 20 Kilometer südlich der Rajonshauptstadt Dubno und 55 Kilometer südwestlich der Oblasthauptstadt Riwne.

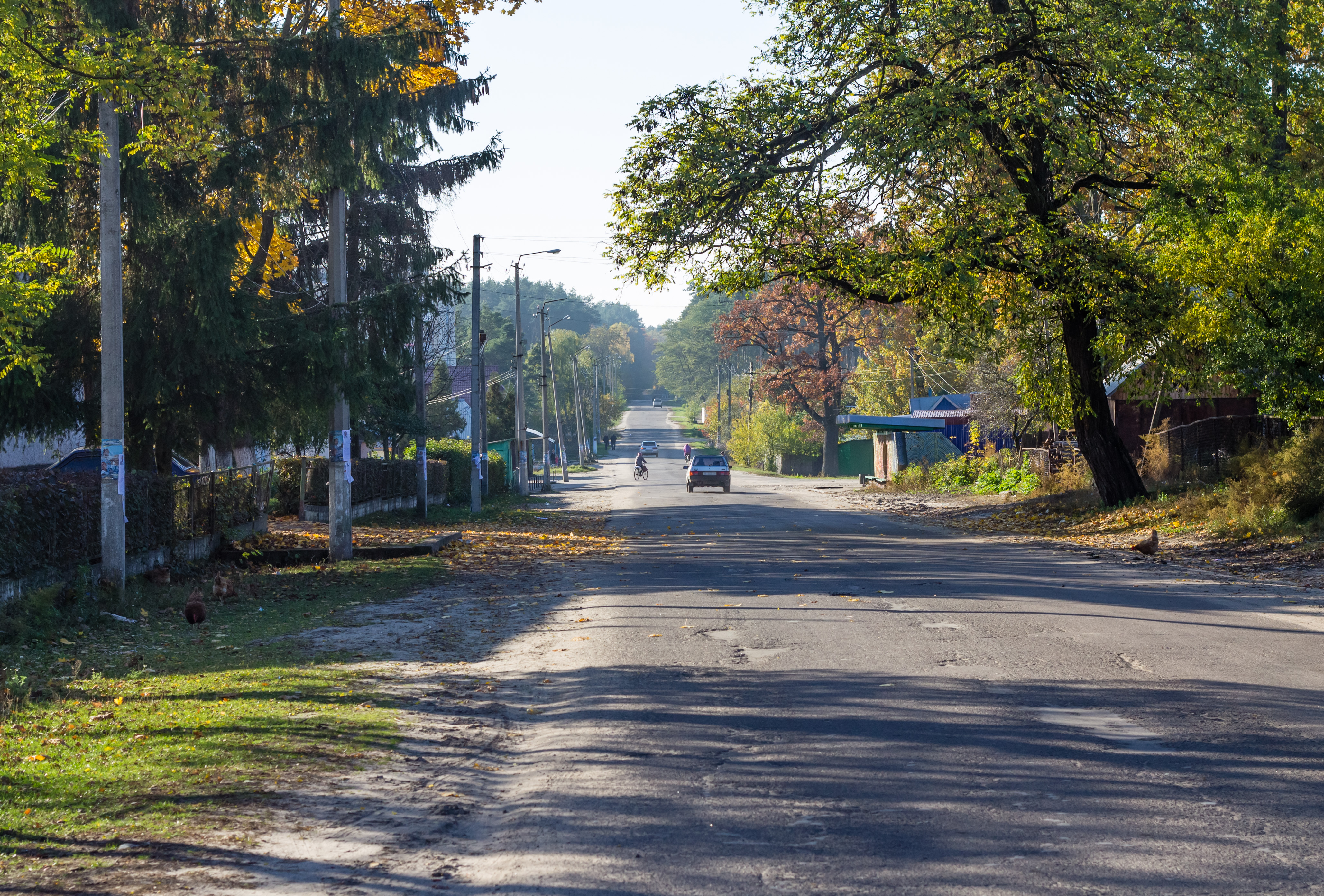
Blick auf die Hauptstraße in Smyha

## Geschichte
Die Ortschaft wurde 1861 als Kolonia Smyha gegründet und lag zunächst als Teil des Russischen Reiches im Gouvernement Wolhynien. 1890 holte der damalige Grundbesitzer der Kolonie, Graf Berg, 10 Handwerkerfamilien aus Deutschland in den Ort um die Holzwirtschaft voranzutreiben. Der namenlose Ort wurde dann von den deutschen Bewohnern nach dem Besitzer des lokalen Sägewerkes Kenne und Graf Berg Kenneberg genannt.
Nach dem Ende des Ersten Weltkrieges wurde der Ort ein Teil der Zweiten Polnischen Republik (Woiwodschaft Wolhynien, Powiat Dubno, Gmina Sudobicze), nach dem Ausbruch des Zweiten Weltkrieges wurde das Gebiet durch die Sowjetunion und ab 1941 durch Deutschland besetzt, 1945 kam es endgültig zur Sowjetunion und wurde in die Ukrainische SSR eingegliedert. Seit der Unabhängigkeit der Ukraine 1991 ist Smyha ein Teil derselben. Seit 1981 hat der Ort den Status einer Siedlung städtischen Typs.

## Verwaltungsgliederung
Am 26. April 2016 wurde die Siedlung städtischen Typs zum Zentrum der neugegründeten Siedlungsgemeinde Smyha (Смизька селищна громада Smyska selyschtschna hromada). Zu dieser zählten auch die 13 in der untenstehenden Tabelle aufgelistetenen Dörfer, bis dahin bildete die Siedlung die gleichnamige Siedlungsratsgemeinde Smyha (Смизька селищна рада/Smyska selyschtschna rada) im Süden des Rajons Dubno.
Folgende Orte sind neben dem Hauptort Smyha Teil der Gemeinde:
| Name                     | Name             | Name                                  | Name              | Name |
| ukrainisch transkribiert | ukrainisch       | russisch                              | polnisch          |      |
| ------------------------ | ---------------- | ------------------------------------- | ----------------- | ---- |
| Bereh                    | Берег            | Берег (Bereg)                         | Bereh             |      |
| Buschtscha               | Буща             | Буща                                  | Buszcza           |      |
| Holuby                   | Голуби           | Голуби (Golubi)                       | Hołuby            |      |
| Komariwka                | Комарівка        | Комаровка (Komarowka)                 | Komarówka         |      |
| Martyniwka               | Мартинівка       | Мартыновка (Martynowka)               | Marcelin          |      |
| Mynkiwzi                 | Миньківці        | Миньковцы (Minkowzy)                  | Minkowce          |      |
| Nowa Mykolajiwka         | Нова Миколаївка  | Новая Николаевка (Nowaja Nikolajewka) | Mikołajówka Nowa  |      |
| Onyschkiwzi              | Онишківці        | Онишковцы (Onischkowzy)               | Onyszkowce        |      |
| Sapaniwtschyk            | Сапанівчик       | Сапановчик (Sapanowtschik)            | Sapanowczyki      |      |
| Schepetyn                | Шепетин          | Шепетин (Schepetin)                   | Szepetyn          |      |
| Stara Mykolajiwka        | Стара Миколаївка | Старая Николаевка (Stara Nikolajewka) | Mikołajówka Stara |      |
| Studjanka                | Студянка         | Студянка                              | Studzianka        |      |
| Turja                    | Тур'я            | Турья                                 | Turja             |      |

## Söhne und Töchter Smyhas
- Oksana Bilosir (* 1957), Sängerin und Politikerin